# Funció d'ordre superior
En matemàtica o informàtica, les funcions d'ordre superior són funcions que compleixen una de dues:
1. prendre una o més funcions com a entrada
2. retornar una funció com a sortida

En Matemàtica aquestes funcions s'anomenen operadors o funcionals.
En Informàtica se'n poden crear en nombrosos llenguatges de programació però són particularment freqüents en els que incorporen el paradigma de la programació funcional.

## Exemples en diversos llenguatges

### enPython
```
def f(x):
return x + 3
```

```
def g(fu, x):
return fu(x) * fu(x)
```

```
print g(f, 7)
```

### enHaskell
```
f::Int->Int
f x = x + 3
```

```
g::(Int->Int) -> Int -> Int
g fu x = fu x * fu x
```

```
main = do
putStrLn "resultat = " ++ show $ g f 7

```